# Z-32 (autoroute)
Pour les articles homonymes, voir Z32.
La Z-32 est une voie rapide urbaine qui permet d'accéder à Saragosse depuis l'A-68 en venant de l'ouest (Logroño, Bilbao...).
Elle permet de connecter l'A-68, la route nationale N-232 à l'AP-68 à l'ouest de l'agglomération.
Elle prolonge de l'A-68 à l'est de la zone industrielle d'Utebo au niveau du croisement avec la route nationale N-232 pour ensuite se connecter à l'AP-68 à hauteur de Monzalbarba.

## Tracé
- Elle débute à l'ouest de Saragosse où elle prolonge l'A-68 au niveau du croisement avec la route nationale N-232.
- Elle contourne la zone industrielle de Las Ventas pour se connecter à l'AP-68.

### Référence
- Nomenclature